# 13830 ARLT
13830 ARLT (1999 XM7) là một tiểu hành tinh vành đai chính được phát hiện ngày 4 tháng 12 năm 1999 bởi C. W. Juels ở Fountain Hills.